# Privilegio de blanco

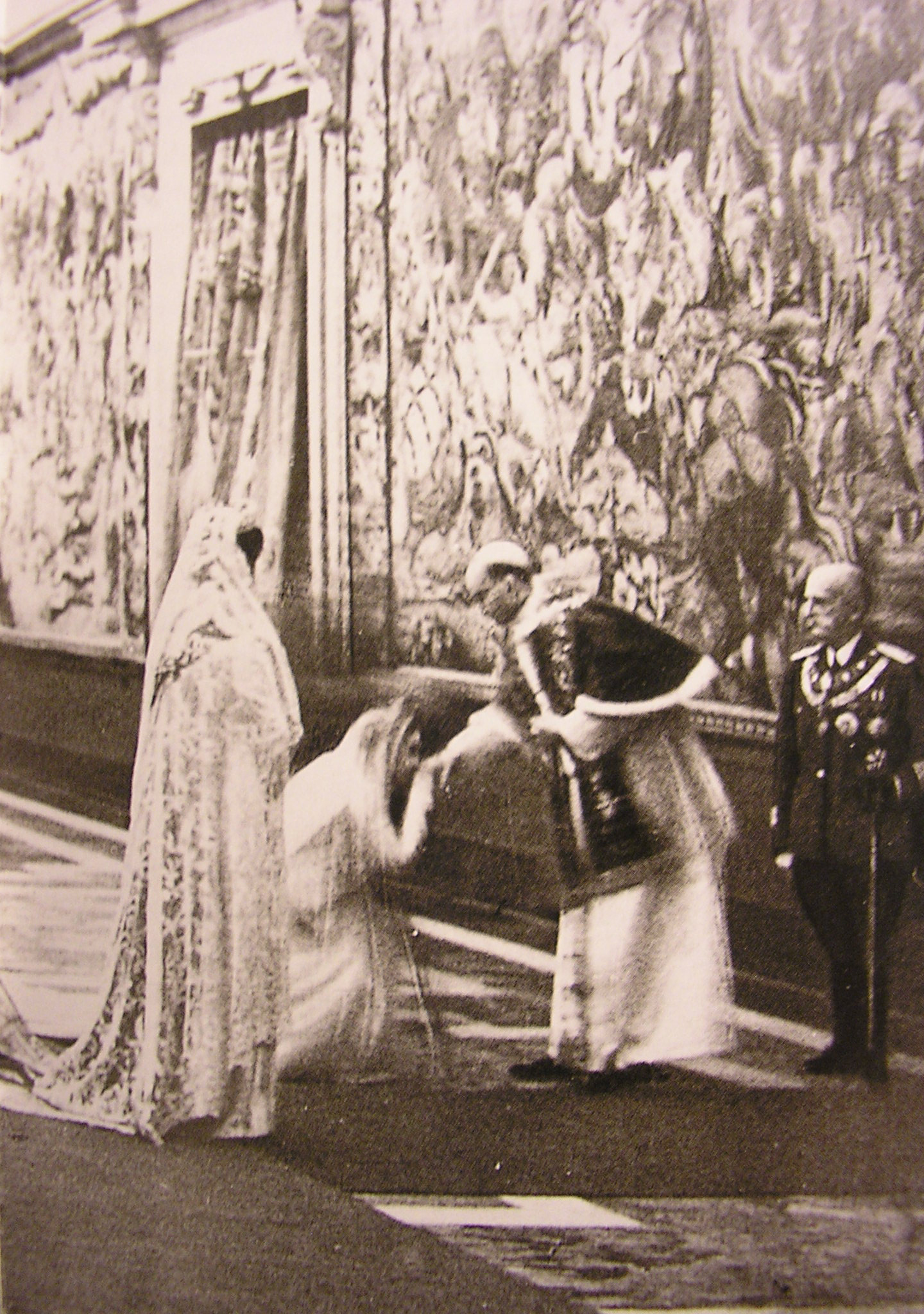
Elena de Montenegro y María José de Bélgica recibidas en audiencia por el papa Pío XII en su vista al Palacio del Quirinal en diciembre de 1939. Elena de Montenegro, reina consorte de Italia, hizo uso del privilegio del blanco.

El privilegio del blanco (en francés,  privilège du blanc; en italiano, privilegio del bianco) es un privilegio concedido a las consortes de monarcas católicos, gracias al cual pueden vestir de blanco en una audiencia con el papa, siendo obligatorio para las demás mujeres que vistan de negro.

## Historia
Este privilegio es una concesión a las reinas y consortes católicas como símbolo de agradecimiento a las casas reales que se mantuvieron fieles a la Iglesia católica cuando otros reinos se convirtieron a las iglesias protestantes.
El protocolo formal vaticano para las audiencias papales exigía que las mujeres utilizaran un vestido negro sin ningún escote, mangas que cubran los brazos, falda por debajo de la rodilla y una mantilla. Para los varones se exigía frac con chaleco y pajarita de piqué blancos.
Desde los años 80 los códigos de la etiqueta vaticana se han vuelto opcionales. Así diversos invitados, diplomáticos y jefes de Estado optaron por vestir trajes de corbata en su asistencia a la misa de inauguración de Benedicto XVI en 2005.

## Uso
Actualmente, pueden vestir de blanco:
- Reina Sofía de España (desde la proclamación de su esposo, Juan Carlos I de España, en 1975).
- Reina Paola de Bélgica (desde la proclamación de su esposo, Alberto II de Bélgica, en 1993).
- Gran duquesa María Teresa de Luxemburgo (desde el acceso al trono de su esposo, Enrique de Luxemburgo, en 2000).
- Princesa Charlene de Mónaco (desde su boda en 2011 con Alberto II de Mónaco).
- Reina Matilde de Bélgica (desde la proclamación de su esposo, Felipe de Bélgica, en 2013).
- Reina Letizia de España (desde la proclamación de su esposo, Felipe VI de España, en 2014).

Las reinas de España son las únicas que lo pueden combinar con una peineta. 
Tienen el “privilegio de blanco” las reinas o consortes de cuatro monarquías católicas: 
- Bélgica (las reinas Paola y Matilde)
- España (la reina emérita Sofía y la reina Letizia)
- Luxemburgo (la gran duquesa María Teresa)
- Mónaco (la princesa Charlene)

No tienen este privilegio otras monarquías católicas (como las de Liechtenstein o Lesoto) ni las monarquías anglicanas o luteranas (Reino Unido, Países Bajos, Noruega, Suecia o Dinamarca). Máxima, la reina consorte de los Países Bajos, aunque no renunció al catolicismo al contraer matrimonio, tampoco tiene el "privilegio de blanco".
También puede hacer uso de este derecho la princesa de Nápoles como viuda del pretendiente al trono de Italia y princesa de Saboya, y su nuera, la princesa de Venecia y Piamonte, como hicieron uso de este privilegio otras princesas de Italia.
En los últimos años, el Vaticano no es tan estricto con el protocolo de la indumentaria y la esposa de Tony Blair, Cherie Booth acudió en 2006 vestida de blanco a la audiencia papal. Asimismo, la reina Suthida de Tailandia también vistió de blanco en 2019. En 2024, una de las reinas consortes de Suazilandia, Nomcebo Zuma (hija de Jacob Zuma), acudió vestida de blanco ante el papa.

## Lista de ocasiones de uso
El privilège du blanc ha sido usado solo para los encuentros más importantes con el Papa:
| Fecha                    | Reina/Princesa/Dignataria                   | Papa          | Notas                                                |
| ------------------------ | ------------------------------------------- | ------------- | ---------------------------------------------------- |
| 18 de mayo de 2025       | Reina Matilde de Bélgica                    | León XIV      | Misa Inaugural del papa León XIV                     |
| 18 de mayo de 2025       | Reina Letizia de España                     | León XIV      | Misa Inaugural del papa León XIV                     |
| 18 de mayo de 2025       | Gran Duquesa María Teresa de Luxemburgo     | León XIV      | Misa Inaugural del papa León XIV                     |
| 18 de mayo de 2025       | Princesa Charlene de Mónaco                 | León XIV      | Misa Inaugural del papa León XIV                     |
| 27 de septiembre de 2024 | Reina Matilde de Bélgica                    | Francisco     | Visita de estado a Bélgica                           |
| 13 de septiembre de 2023 | Reina Matilde de Bélgica                    | Francisco     | Audiencia privada                                    |
| 14 de octubre de 2018    | Reina Sofía de España                       | Francisco     | Canonización de Pablo VI                             |
| 4 de septiembre de 2016  | Reina Sofía de España                       | Francisco     | Canonización de Santa Teresa de Calcuta              |
| 21 de marzo de 2016      | Gran Duquesa María Teresa de Luxemburgo     | Francisco     | Audiencia privada                                    |
| 18 de enero de 2016      | Princesa Charlene de Mónaco                 | Francisco     | Visita de Estado al Vaticano                         |
| 9 de marzo de 2015       | Reina Matilde de Bélgica                    | Francisco     | Audiencia privada                                    |
| 30 de junio de 2014      | Reina Letizia de España                     | Francisco     | Audiencia privada                                    |
| 27 de abril de 2014      | Reina Sofía de España                       | Francisco     | Canonización de Juan XXIII y Juan Pablo II           |
| 27 de abril de 2014      | Reina Paola de Bélgica                      | Francisco     | Canonización de Juan XXIII y Juan Pablo II           |
| 27 de abril de 2014      | Gran Duquesa María Teresa de Luxemburgo     | Francisco     | Canonización de Juan XXIII y Juan Pablo II           |
| 19 de marzo de 2013      | Reina Paola de Bélgica                      | Francisco     | Misa Inaugural del papa Francisco                    |
| 19 de marzo de 2013      | Gran Duquesa María Teresa de Luxemburgo     | Francisco     | Misa Inaugural del papa Francisco                    |
| 12 de enero de 2013      | Princesa Charlene de Mónaco                 | Benedicto XVI | Audiencia privada                                    |
| 1 de mayo de 2011        | Gran Duquesa María Teresa de Luxemburgo     | Benedicto XVI | Beatificación del papa Juan Pablo II                 |
| 1 de mayo de 2011        | Reina Paola de Bélgica                      | Benedicto XVI | Beatificación del papa Juan Pablo II                 |
| 10 de octubre de 2009    | Reina Paola de Bélgica                      | Benedicto XVI | Audiencia privada                                    |
| 8 de mayo de 2006        | Gran Duquesa María Teresa de Luxemburgo     | Benedicto XVI | Audiencia privada                                    |
| 24 de abril de 2005      | Reina Sofía de España                       | Benedicto XVI | Misa Inaugural del papa Benedicto XVI                |
| 24 de abril de 2005      | Gran Duquesa María Teresa de Luxemburgo     | Benedicto XVI | Misa Inaugural del papa Benedicto XVI                |
| 3 de octubre de 2004     | Reina Fabiola de Bélgica                    | Juan Pablo II | Beatificación de Carlos I de Austria y IV de Hungría |
| 18 de mayo de 2003       | Princesa Marina de Nápoles                  | Juan Pablo II | Cumpleaños del papa Juan Pablo II                    |
| 23 de marzo de 2003      | Gran Duquesa María Teresa de Luxemburgo     | Juan Pablo II | Audiencia privada                                    |
| 15 de mayo de 1998       | Reina Paola de Bélgica                      | Juan Pablo II | Audiencia privada                                    |
| 30 de abril de 1981      | Reina Sofía de España                       | Juan Pablo II | Audiencia privada                                    |
| 22 de octubre de 1978    | Gran Duquesa Josefina Carlota de Luxemburgo | Juan Pablo II | Misa Inaugural del papa Juan Pablo II                |
| 22 de octubre de 1978    | Reina Sofía de España                       | Juan Pablo II | Misa Inaugural del papa Juan Pablo II                |
| 3 de septiembre de 1978  | Reina Fabiola de Bélgica                    | Juan Pablo I  | Misa Inaugural del papa Juan Pablo I                 |
| 3 de septiembre de 1978  | Gran Duquesa Josefina Carlota de Luxemburgo | Juan Pablo I  | Misa Inaugural del papa Juan Pablo I                 |
| 3 de septiembre de 1978  | Reina Sofía de España                       | Juan Pablo I  | Misa Inaugural del papa Juan Pablo I                 |
| 10 de febrero de 1977    | Reina Sofía de España                       | Pablo VI      | Audiencia privada                                    |
| 6 de mayo de 1965        | Gran Duquesa Josefina Carlota de Luxemburgo | Pablo VI      | Audiencia privada                                    |
| 9 de junio de 1961       | Reina Fabiola de Bélgica                    | Juan XXIII    | Audiencia privada                                    |
| 27 de diciembre de 1939  | Reina Elena de Italia                       | Pío XII       | Recepción en el Palacio del Quirinal                 |
| 27 de diciembre de 1939  | Princesa María José del Piamonte            | Pío XII       | Recepción en el Palacio del Quirinal                 |
| 23 de enero de 1939      | Princesa María de Saboya                    | Pío XI        | Audiencia privada después del matrimonio             |
| 8 de enero de 1930       | Princesa María José del Piamonte            | Pío XI        | Audiencia privada después del matrimonio             |
| 28 de diciembre de 1929  | Princesa María Adelaida de Saboya           | Pío XI        | Audiencia privada                                    |
| 7 de diciembre de 1929   | Princesa Juana de Saboya                    | Pío XI        | Audiencia privada                                    |
| 7 de diciembre de 1929   | Princesa María de Saboya                    | Pío XI        | Audiencia privada                                    |
| 5 de diciembre de 1929   | Reina Elena de Italia                       | Pío XI        | Audiencia privada                                    |
| 7 de junio de 1929       | Reina Elena de Italia                       | Pío XI        | Audiencia privada                                    |
| 19 de noviembre de 1923  | Reina Victoria Eugenia de España            | Pío XI        | Audiencia privada                                    |